# Chris Moore
Chris Moore (geboren in Easton, Maryland) ist ein US-amerikanischer Filmproduzent und Filmregisseur.

## Leben
Moore schloss ein Studium an der Harvard-Universität ab. Zu seinen Filmen zählen die American-Pie-Trilogie und Good Will Hunting. Moore gründete die Produktionsfirma LivePlanet mit Matt Damon und Ben Affleck als Partnern. Er ist der Öffentlichkeit am besten bekannt durch seine Präsenz in der Dokumentationsserie Project Greenlight, für die er in den Jahren 2002, 2004 und 2005 mit einem Emmy nominiert wurde.
2009 gab er mit dem Film Kill Theory sein Debüt als Filmregisseur. Im gleichen Jahr war er auch als einer von mehreren Regisseuren an dem Dokumentarfilm The People Speak beteiligt.
2017 wurde er als Produzent zusammen mit Matt Damon, Lauren Beck, Kimberly Steward und Kevin J. Walsh für einen Oscar in der Kategorie Bester Film, für das Filmdrama Manchester by the Sea, nominiert. Zuvor erhielt der Film auch eine Golden-Globe-Nominierung in der Kategorie Bestes Filmdrama.

## Filmografie (Auswahl)
- 1996: Glory Daze
- 1997: Good Will Hunting
- 1999: American Pie – Wie ein heißer Apfelkuchen (American Pie)
- 1999: Best Laid Plans
- 1999: Pop & Me
- 2000: The Photographer
- 2000: Wild Christmas (Reindeer Games)
- 2001: Age of Elegance
- 2001: American Pie 2
- 2001: Joyride – Spritztour (Joy Ride)
- 2001: Project Greenlight (Fernsehserie)
- 2002: Hilfe, ich habe ein Date! (The Third Wheel)
- 2002: Push, Nevada (Fernsehserie)
- 2002: Speakeasy
- 2002: Stolen Summer – Der letzte Sommer (Stolen Summer)
- 2003: American Pie – Jetzt wird geheiratet (American Wedding)
- 2003: The Battle of Shaker Heights
- 2004: Waiting…
- 2005: Feast (als ausführender Produzent)
- 2009: Kill Theory (als Regisseur)
- 2011: Der Plan (The Adjustment Bureau)
- 2012: American Pie: Das Klassentreffen (American Reunion)
- 2012: Promised Land
- 2016: Manchester by the Sea

## Auszeichnungen
- Oscar
  - 2017: Nominierung für den Besten Film (Manchester by the Sea mit Matt Damon, Lauren Beck, Kimberly Steward & Kevin J. Walsh)

- Golden Globe Award
  - 2017: Nominierung für das Beste Filmdrama (Manchester by the Sea mit Matt Damon, Lauren Beck, Kimberly Steward & Kevin J. Walsh)